# 山内広通
山内 広通（やまのうち ひろみち）は、江戸時代中期の武士。長州藩の寄組で、禄は4905石。同名の山内大隅守広通は高祖父にあたる。通称は采女（うねめ）、伊織、縫殿。

## 生涯
元禄元年（1688年）、毛利氏重臣・山内広直の長男として誕生。長州藩寄組（4,905石）の山内氏は代々、藩主の毛利氏歴代当主から偏諱を受けており、曽祖父の山内元資は毛利輝元から、祖父の山内就通は秀就から、父の山内広直は綱広からそれぞれ偏諱を与えられている。この慣例に倣って広通も毛利吉広から偏諱を受けたため、高祖父と同じく「広通」を名乗ることとなった。
正徳3年（1713年）に江戸当役（江戸家老）、元文3年（1738年）には当職（国家老）となり、藩の財政赤字改善に取り組む。非常時のための宝蔵金の貯蓄、馳走米（減知）軽減のための基金として引除銀制度の開設、用心米の貯蔵などの政策で藩財政改革（正徳の仕組）を行った。
延享4年（1747年）11月5日に死去。享年60。毛利吉広の跡を継いだ毛利吉元から偏諱を受けたとみられる山内元資（前述と同名）は子とみられる。元資の三男は安芸熊谷氏に養子入りした熊谷直温である。
幕末の山内梅三郎通恂は子孫である。